# La malquerida (película de 1940)
La malquerida es una película española de drama estrenada en 1940 y dirigida por José López Rubio.
Se trata de una adaptación de la obra de teatro La malquerida del dramaturgo español Jacinto Benavente, estrenada en 1913.
Por su papel en la película, Jesús Tordesillas recibió en 1941 el premio al mejor actor en los Premios del Sindicato Nacional del Espectáculo, correspondientes a la producción cinematográfica del año anterior.
La película supuso el debut en la gran pantalla de la actriz Isabel de Pomés.

## Sinopsis
En la hacienda El Soto viven Doña Raimunda y su hija Acacia. Tras quedarse viuda, Raimunda contrajo nuevas nupcias con Esteban, que está enamorado en secreto de Acacia, quien lo detesta. Esteban intentará deshacerse de todos los hombres que cortejan a Acacia.

## Reparto
- Társila Criado como Raimunda
- Luchy Soto como Acacia
- Julio Peña como Norberto
- Jesús Tordesillas como Esteban
- Antonio Armet como El Rubio
- Carlos Muñoz como Faustino
- Rafaela Rodríguez como Juliana
- Pedro Fernández Cuenca como Tío Eusebio
- Álvaro Portes como Bernabé
- Ana de Siria como	Doña Isabel
- Polita Bedrós como Milagros
- Manolo Morán como	Pascual
- Vicente Carrión como Damián
- Joaquín Ortiz como Cesáreo
- Fausto Penacho como Dionisio
- César Barta como Justino
- Isabel de Pomés como Chica en balcón